# Neelamia fittkaui
Neelamia fittkaui är en tvåvingeart som beskrevs av Soponis 1987. Neelamia fittkaui ingår i släktet Neelamia och familjen fjädermyggor. Inga underarter finns listade i Catalogue of Life.